# Bulletin of the Chemical Society of Japan
Bulletin of the Chemical Society of Japan (skrót oficjalny Bull. Chem. Soc. Jpn.) – recenzowane czasopismo naukowe zawierające artykuły dotyczące badań z każdej dziedziny chemii. Wydawane jest od 1926 roku przez Chemical Society of Japan z przerwą od 1945 do 1946 ze względu na drugą wojnę światową. Jego impact factor wynosił w 2014 2.21.
Redaktorem naczelnym jest Masahiro Irie.